# Jacques Georges-Picot
Pour les articles homonymes, voir Georges-Picot.
Jacques-Marie-Charles Georges-Picot, né le 16 décembre 1900 à Paris et mort le 6 février 1987 dans la même ville, est un haut fonctionnaire et banquier français. 

## Biographie

### Jeunesse et études
Fils de Charles Georges-Picot, inspecteur des finances et président du CIC, et petit-fils de Georges Picot, il suit ses études au lycée Janson-de-Sailly, obtient une licence en droit et en lettres, et sort diplômé de l'École libre des sciences politiques. 

### Parcours professionnel
Il entre à l'inspection des finances en 1925. Il est nommé sous-directeur de la direction du Budget de 1932 à 1934. En 1935, il devient directeur du contrôle des règles. En 1937, il est écarté par le Front populaire et rejoint alors la Compagnie du canal de Suez comme agent supérieur adjoint en Égypte.
Mobilisé au Levant au début de la guerre, il est par la suite affecté à la mission d'achat à Londres puis à New York jusqu'en juillet 1940. Intendant des Affaires économiques à Lyon, il est nommé directeur de cabinet de Paul Charbin, secrétaire d'État au Ravitaillement.  
Il devient, successivement, secrétaire général en 1945, directeur général adjoint en 1947, directeur général en 1954, puis président-directeur général en 1957 de Suez. À la suite de la nationalisation du canal, il dirige les négociations avec l'Égypte. Il constitue alors la Compagnie financière de Suez, dont il devient président.
Il crée ensuite la Banque de Suez, qu'il fusionne avec l'Union des Mines-La Hénin en 1966 et qui prend le contrôle de la Banque de l'Union parisienne. Il fait prendre des d'importantes participations dans la Lyonnaise des eaux, Ferodo, Béghin, Saint-Gobain, Pont-à-Mousson...
Il était également président du Crédit industriel de l'Ouest (CIO), administrateur du Crédit industriel et commercial (CIC), d'Air France, de la Banque commerciale du Maroc, et de différentes autres banques et sociétés.
Il enseigne à l'Institut d'études politiques de Paris. En 1942-1943, il donne un cours sur la politique économique menée par les grandes puissances. Il est plus tard le président de l'association des anciens élèves de Sciences Po.
En 1978, il fonde l'Association du Souvenir de Ferdinand de Lesseps et du Canal de Suez.

## Publications
- La politique économique des grandes puissances (1943)
- Les problèmes d'actualité du Moyen-Orient (1953)
- Survey of the Future of the Suez Canal (1957)
- La véritable crise de Suez (1975)
- The real Suez crisis: the end of a great nineteenth century work (1978)
- Souvenirs d'une longue carrière: de la rue de Rivoli à la Compagnie de Suez 1920-1971 (1993)

## Pour approfondir